# Тарбеевка (Уфа)
Тарбеевка — упразднённая деревня Михайловского сельсовета Уфимского района БАССР РСФСР. После 1969 вошла в состав села Алексеевка Михайловского сельсовета; ныне микрорайон Тарбеевка в деревне Алексеевка,  административном центре Алексеевского сельсовета.

## География
Располагалась на оз. Сосновом, в 17 км от райцентра и в 17 км от ж.-д. ст. Дёмы.  На 1945 год Тарбеевка возле деревни Сосновка, при впадении водостока из оз. Сосновое в р. Белая, напротив посёлка Крекинг-завод.

## История
Существовала до конца 1960-х гг.